# Jean-Évangéliste de Bois-le-Duc
Jean-Évangéliste de Bois-le-Duc (au civil Gérard Verscharen), né vers 1588 à Bois-le-Duc et décédé en 1635 à Louvain (Belgique), est un religieux capucin des Pays-Bas méridionaux, écrivain spirituel et théoricien de la mystique.

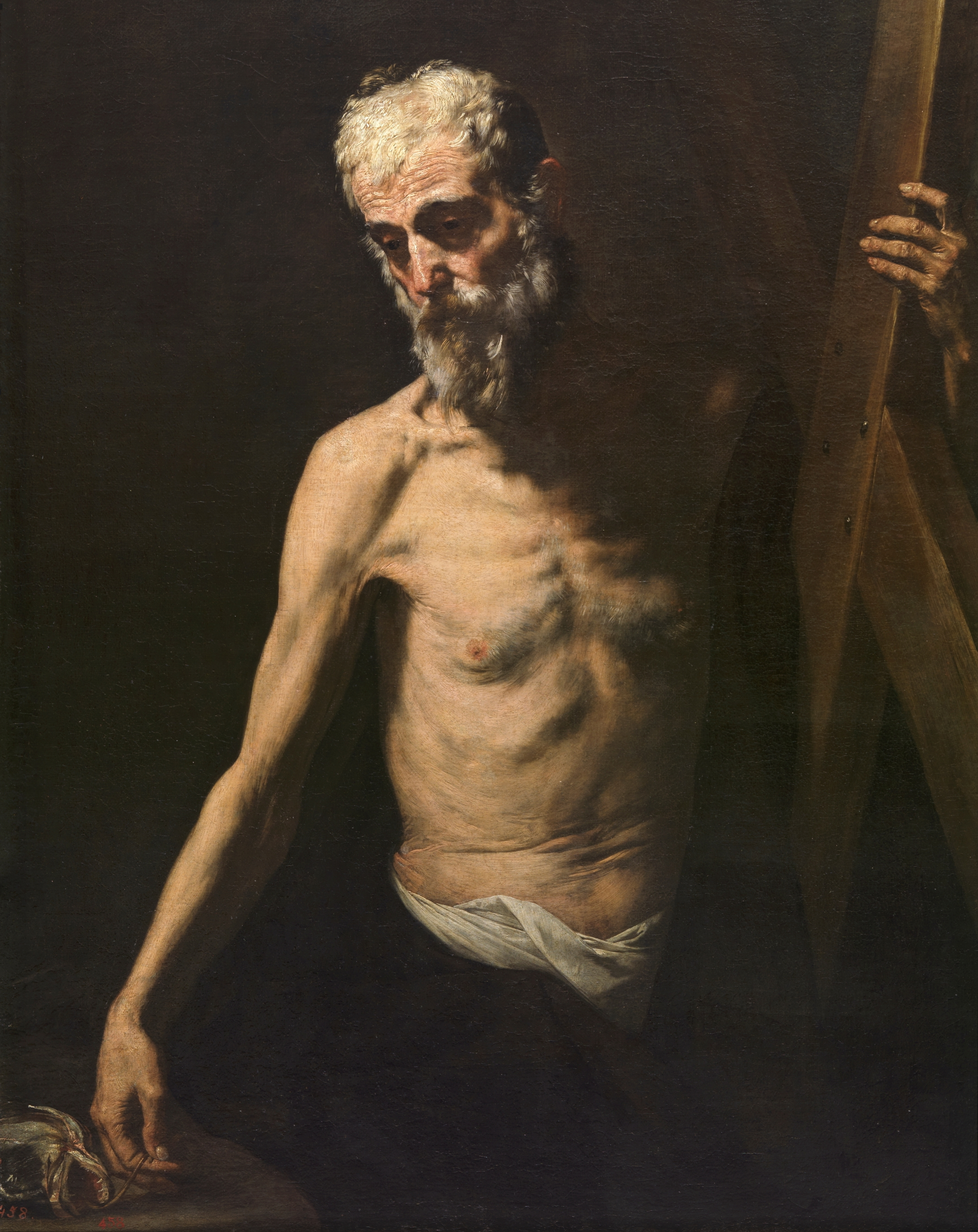
Théologie négative et mystique de la Passion (par José Ribera)

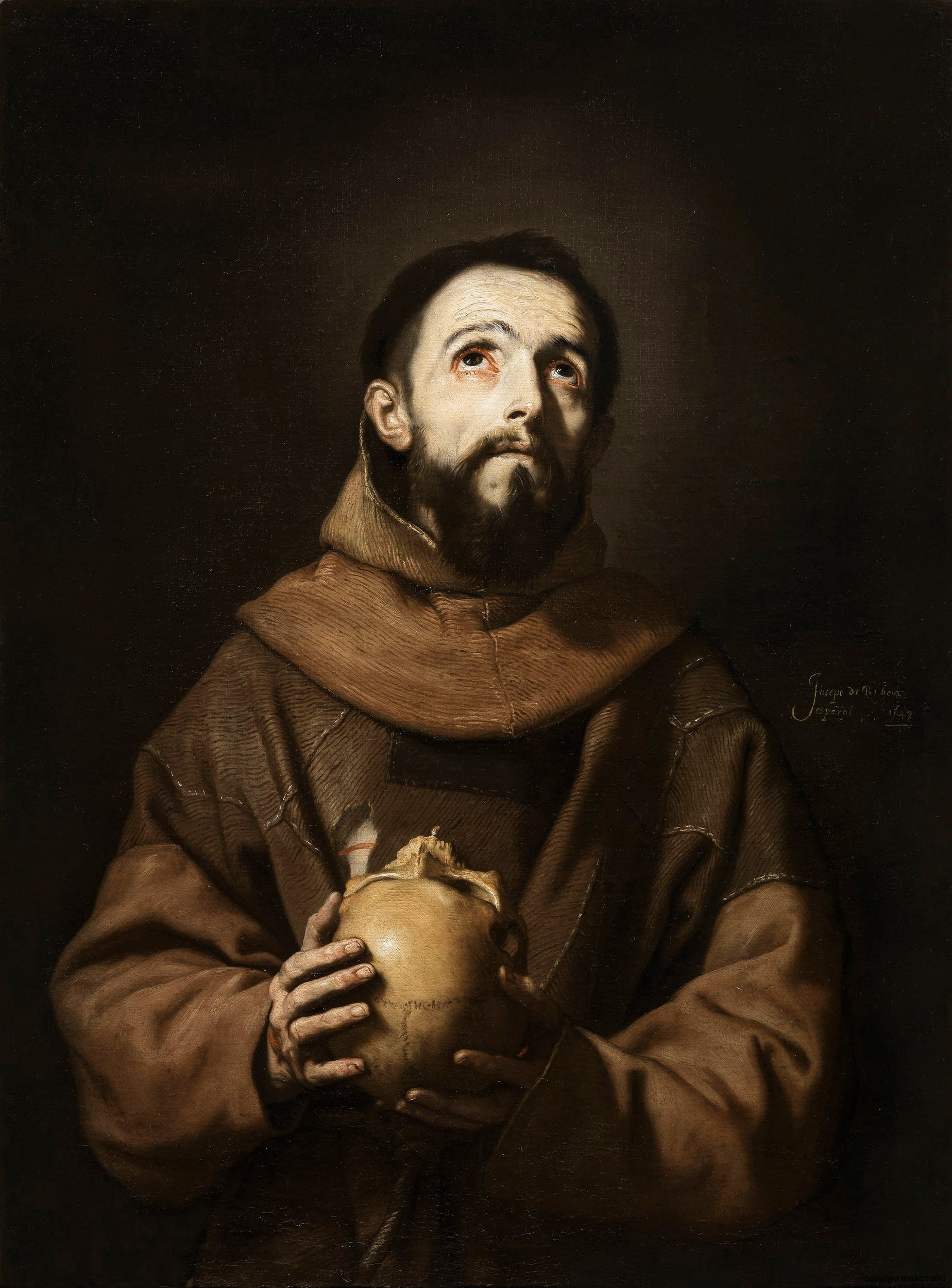
François d'Assise, patriarche des capucins (par Ribera)

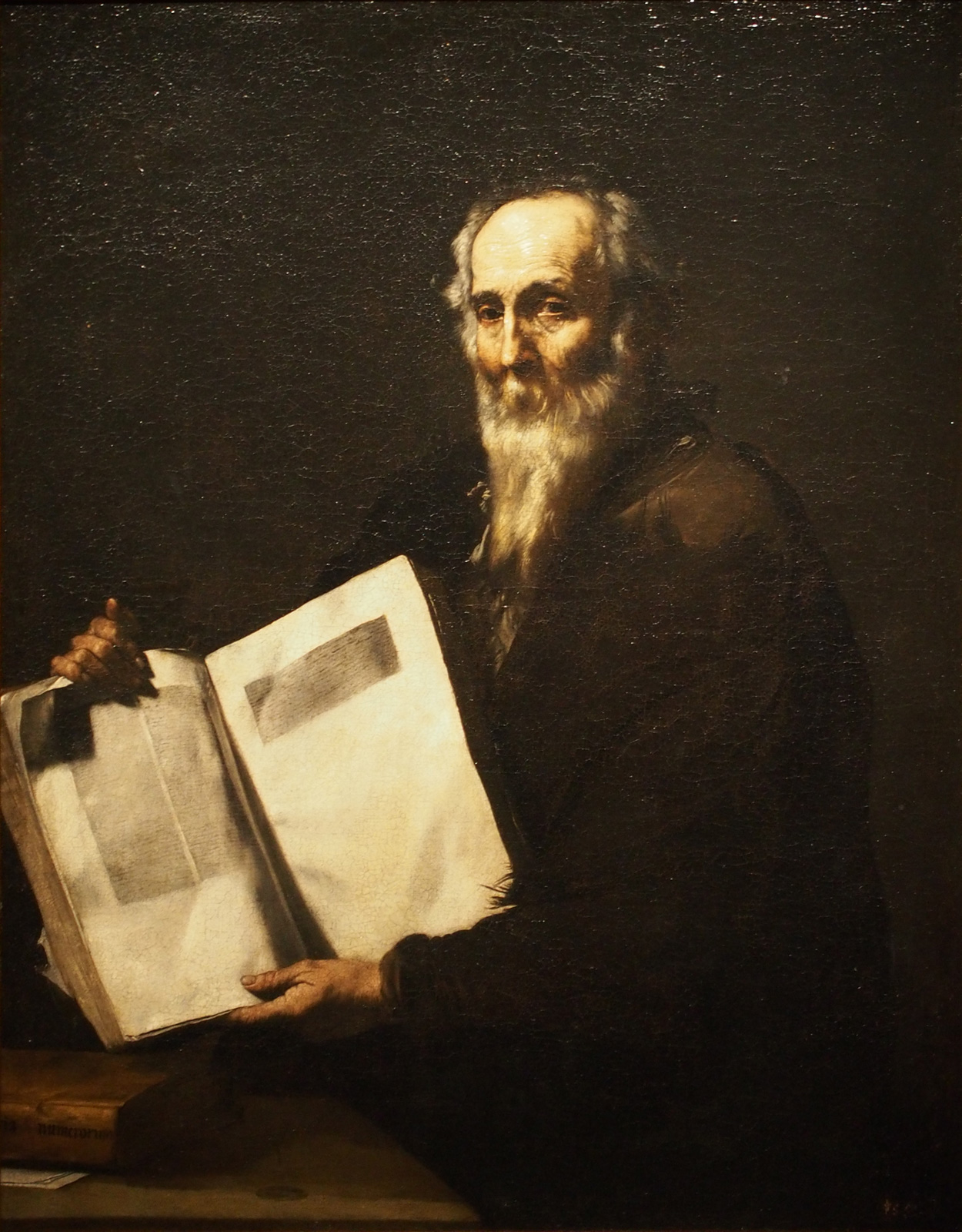
En contact avec les intellectuels (par Ribera)

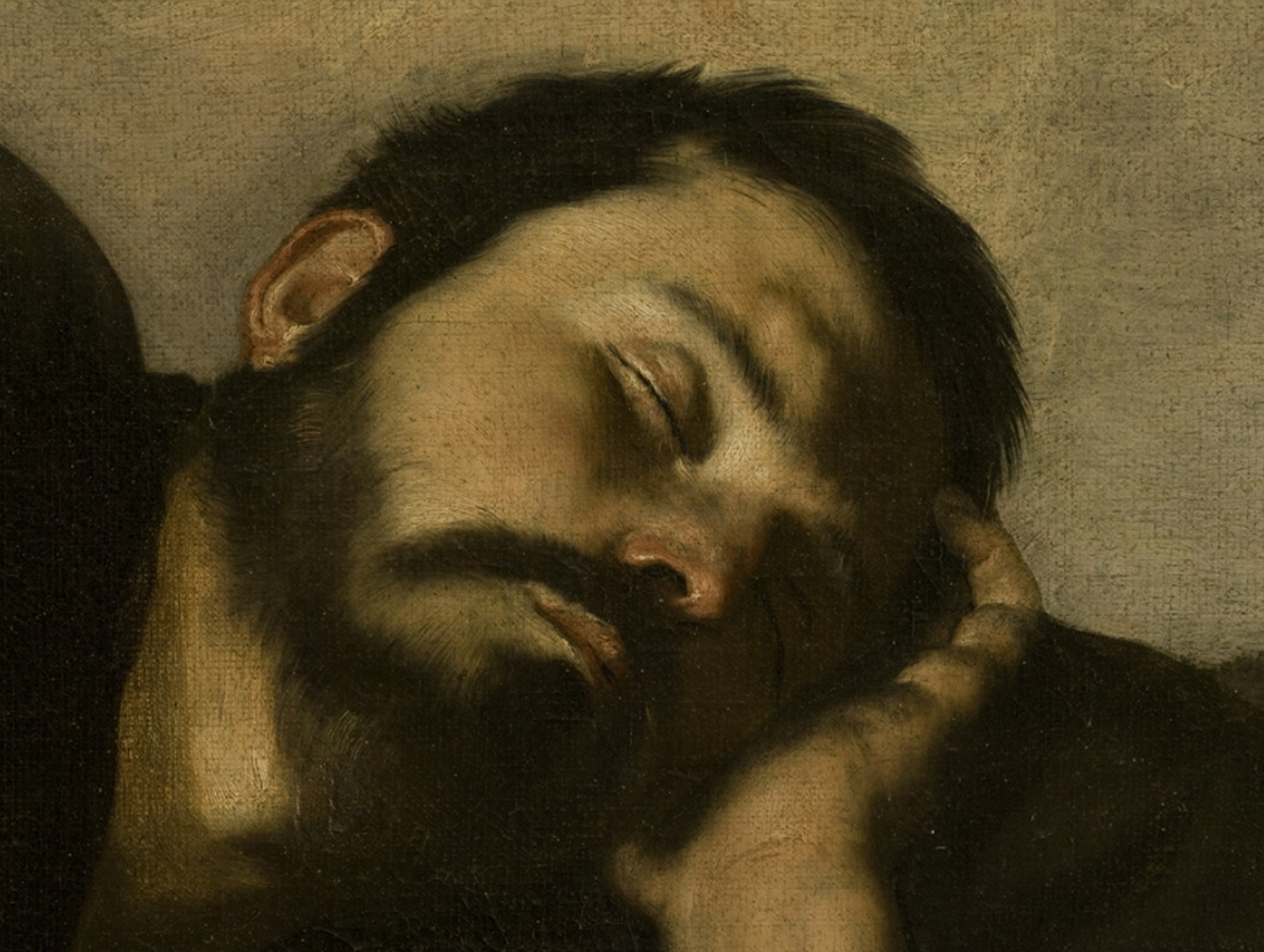
Aux profondeurs de l'être (par Ribera)

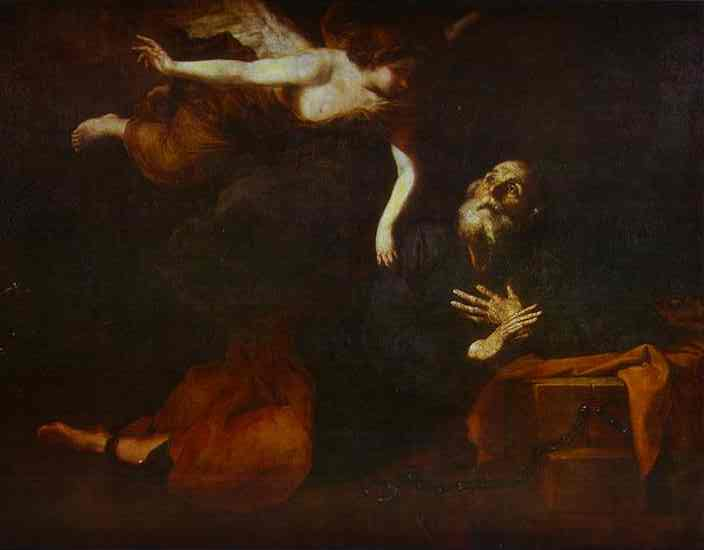
Dans le clair-obscur de la Vision (par Ribera)

## Biographie
Fils d'un marguillier de la cathédrale et orphelin de mère peu de temps après sa naissance, Gérard Verscharen entre, à Gand, au noviciat de la province des capucins des Pays-Bas méridionaux, où il reçut le nom de religion 'Jean-Evangéliste', suivi, selon l'usage franciscain, de son lieu d'origine. Il prononça ses vœux religieux le 28 octobre 1614, et entrepris les études de théologie en 1616 à Anvers, avant d'être ordonné prêtre, le 25 mai 1619, par l'évêque Jean van Malderen. Nommé dès 1620 maître des novices au couvent de Louvain, il se lie d'amitié avec Libert Froidmont, professeur à l'université et familier de Jansénius. Il ne tarde pas ainsi à devenir un directeur spirituel très recherché. Après avoir cumulé, entre 1623 et 1625, les fonctions de maître des novices et de 'gardien' (superieur religieux), il est envoyé fonder un couvent à Tervuren, sur la proposition de l'infante Isabelle, non loin de l'endroit où séjourna jadis Ruusbroec. Même s'il reste en contact avec le milieu louvaniste, Jean-Evangéliste passera donc ses dernières années (10 ans) à l'orée de la forêt de Soignes, partageant son temps entre la rédaction de ses ouvrages mystiques et l'accueil de jeunes religieux venus compléter, sous sa guidance, leur formation spirituelle. Après avoir circulé sous forme manuscrite, ses écrits seront tous publiés après sa mort, accompagnés d'explications pour en justifier la doctrine. Ils connaîtront, dès le XVIIe siècle, de nombreuses traductions en langues étrangères.

## Spiritualité

### En contexte capucin
Au début du XVIIe siècle, les capucins composent, au sein de la famille franciscaine, un ordre apostolique jeune et dynamique, approprié à de nouvelles formes d'apostolat et protégé par les rois d'Espagne et de France qui comptent sur eux pour faire passer l'esprit du concile de Trente dans leurs pays respectifs. Aux Pays-Bas méridionaux comme en France, fidèles à l'idéal érémitique des fondateurs, les frères s'avèrent également des expérimentateurs et propagateurs zélés de la Mystique, essentiellement sous sa version abstraite, telle qu'elle a été théorisée au Ve siècle par le Pseudo-Denys, relayée au Moyen Âge par les franciscains Bonaventure puis Harphius, et réactualisée au début du siècle par Benoît de Canfield, capucin au couvent parisien de la rue Saint-Honoré. Or, le choix d'une spiritualité théocentrique ne va pas sans risque dans le contexte activiste de la Réforme catholique, et la réaction des autorités ecclésiastiques ne se fait pas attendre. Comme son confrère et compatriote Constantin de Barbanson, c'est néanmoins cette voie négative (via negativa) qu'empruntera Jean-Evangéliste, à travers une œuvre profondément inspirée par la Mystique rhénane.

### Une œuvre didactique
Les deux capucins soulignent la possibilité de conjuguer vie intérieure et activités séculières, mais, à la différence de Constantin, plus métaphysicien et plutôt soucieux d'analyser l'union mystique proprement dite, Jean-Évangéliste traite davantage des stades préparatoires à cette union, en psychologue et en moraliste. Sa théorisation de l'expérience spirituelle obéit en effet à des priorités pédagogiques : il simplifie et vulgarise, évitant certains sujets traditionnels mais dangereux comme la déification trinitaire, soulignant au contraire les aspects pratiques de la mortification et de la méditation, et rappelant même avec force que la contemplation doit pouvoir être sacrifiée aux obligations de la charité comme aux nécessités de l'apostolat. Sans doute est-ce la raison pour laquelle son manuel à l'usage des novices est demeuré en vigueur durant le XVIIIe siècle. Plus largement encore, Jean-Evangéliste s'adresse à un public de dévots, immergés dans le siècle : mettre la vie intérieure à la portée de tous, ainsi que le spécifie le charisme de l'Ordre, vaut bien que soient passées sous silence certaines spéculations ontologiques.

### Une mystique de l'introversion
Jean-Evangéliste part du principe que Dieu est présent dans le fond primitif de l'âme (oergrond), de sorte le but de la vie humaine consiste à le rencontrer à cette profondeur, dans l'intimité d'une vision et fruition, ouvrant sur une connaissance directe mais obscure. En règle générale, le péché fait perdre de vue cet objectif, mais le Royaume des cieux n'en demeure pas moins dans l'intériorité, et il reste possible d'y accéder, au prix d'une véritable mort spirituelle, dont le capucin détaille le processus en quatre étapes. L'âme doit d'abord se libérer affectivement de tout ce qui n'est pas Dieu, et se détacher ensuite d'elle-même pour s'abandonner à l'œuvre divine : c'est dans cette deuxième étape que, renonçant à prêter attention à son activité intellectuelle, elle est stabilisée par introversion dans son fond, où elle est esprit (gheest) en Dieu. Celui-ci peut alors réaliser ses nécessaires opérations en introduisant un esprit de plus en plus passif dans l'amour pur, qui doit le détacher de tout désir des gratifications spirituelles, puis dans la foi nue, qui doit le débarrasser des images, comme de tout moyen superficiel de connaître Dieu. L'union se consomme au terme de ces deux dernières étapes purificatoires, puisque l'esprit, révélé pur esprit (ghemoet), peut désormais recevoir sans médiations, bien qu'obscurément, la lumière divine.

### Des réminiscences taulériennes
Cet itinéraire mystique s'inspire d'Harphius, et plus encore des Institutions du Pseudo-Tauler. En effet, si la démarche d'introversion et la vision en clair-obscur sont inhérentes à une mystique dionysienne des essences, certains termes et concepts sont empruntés, non sans adaptation, à l'enseignement de Jean Tauler. Par exemple, l'oergrond de l'un correspondrait à l' abgrunde de l'autre. De même, la progression "âme - gheest - ghemoet" se comprend mieux à la lumière de la psychologie taulérienne, laquelle distingue chez l'être humain la sensibilité, la raison et l'instinct profond (gemuete) orienté vers Dieu. Dans cette perspective, l'essentialisation obtenue par le détournement des réalités sensible et de la connaissance par images (autres thèmes taulériens), rend manifeste ce qu'est l'âme en profondeur : esprit, et surtout pur esprit, comme Dieu. Affleure ainsi une anthropologie augustinienne, bien différente de l'aristotélisme officiel de la Contre-Réforme; et cette dissidence se retrouve encore dans l'eschatologie, puisque l'anticipation de la vision béatifique dans la lumière divine paraît constituer une entorse au thomisme, probablement empruntée à Harphius.

### Une tradition franciscaine
Depuis le XVIe siècle, les dangers de l'illuminisme, dénoncés par Jean-Evangéliste, font peser sur la Mystique le soupçon de s'en tenir à la seule expérience personnelle pour connaître Dieu, au risque de se passer des médiations, voire du Médiateur par excellence, le  Christ. En réaction, les carmes espagnols tentent d'imposer, dans le royaume de France comme dans les provinces belges, un christocentrisme exclusif et s'en prennent aux capucins à ce sujet. Ceux-ci défendent la position théocentrique en invoquant la tradition franciscaine : de même que le Pseudo-Denys voyait dans la kénose du Verbe la condition de la divinisation de l'homme, ils montrent comment la dévotion à la Passion du Christ, initiée par François d'Assise, épouse, modélise et recueille l'itinéraire apophatique. Ainsi, chez Jean-Évangéliste, la figure du Serviteur souffrant accompagne l'ensemble du processus : aux différentes étapes de la mort spirituelle, l'âme doit imiter Jésus dans sa Passion; au cours de la vision, elle peut considérer sa propre déréliction comme celle du Christ (trait emprunté à Benoît de Canfield); au sommet, elle est unie à Dieu dans le Verbe incarné et crucifié. D'ailleurs, le capucin estime que le fait de participer au sacrifice eucharistique, constitue la voie par excellence de l'union divine, via negativa et chemin de croix.

## Écrits
- Het Ryck Godts inder Zielen oft binnen u lieden (Le Règne de Dieu dans les âmes) - Louvain 1637 - traductions en anglais, allemand, espagnol.
- Het eeuwigh Leven (La vie éternelle) - Louvain 1644 - traductions en français, allemand et latin (Cologne 1732).
- Divisio animae ac spiritus (Division de l'âme et de l'esprit) - édité par Libert Froidmont à la suite de son Brevis commentarius in Canticum canticorum (Bref commentaire sur le Cantique des cantiques) - Louvain 1653 - traductions en néerlandais et allemand[4].
- Geestelycke Oeffeninge voor de Novitien (Exercices spirituels pour les novices) - édité par le capucin Antonin de Tirlemont (1651-1735) - Louvain 1718[16].